# 石田義明
石田 義明（いしだ よしあき、1951年 <昭和26年> 7月15日 - ）は日本の地方公務員。埼玉県知事室長、同公営企業管理者、首都圏新都市鉄道常務取締役を歴任。瑞宝小綬章受章者。

## 人物・経歴
1975年に埼玉大学教養学部を卒業後、埼玉県庁に入庁し、主に企画、財政部門の業務に従事。その間、秩父地方のゴミ焼却場整備、彩の国さいたま芸術劇場での舞台芸術の振興等に取り組む。2007年4月 同福祉部長、2009年4月 同保健医療部長、2010年4月 同知事室長、2011年4月 埼玉県公営企業管理者、2013年3月 松岡進を後任に企業管理者、県庁退職。
同年6月 首都圏新都市鉄道常務取締役。2016年6月 東松山文化まちづくり公社理事長に就任、音楽劇「枇杷(びわ)の家」総合プロデューサー。

## 栄典
- 2023年4月 令和5年春の叙勲で瑞宝小綬章を受章[4]。